# Kürten
Kürten – gmina w Niemczech, w kraju związkowym Nadrenia Północna-Westfalia, w rejencji Kolonia, położona we wschodniej części powiatu Rheinisch-Bergischer Kreis, ok. 30 km na północny wschód od Kolonii.

## Geografia
Gmina leży w zachodniej części Niemiec. Kilkadziesiąt kilometrów od Zagłębia Ruhry, w pobliżu takich miast jak: Kolonia, Leverkusen i Gummersbach.

## Demografia
| Rok  | Mieszkańcy |
| ---- | ---------- |
| 1829 | 2 373      |
| 1890 | 2 591      |
| 1925 | 2 329      |
| 1938 | 2 684      |
| 1946 | 3 903      |
| 1953 | >3 617     |
| 1979 | 16 243     |
| 1983 | 16 919     |
| 1990 | 17 516     |
| 2001 | 20 005     |
| 2003 | 20 040     |
| 2004 | 20 116     |
| 2005 | 20 077     |
| 2006 | 20 059     |

## Historia

### Kalendarium
- 1171, Kürten jest częścią gminy Olpe
- 1175, Kürten jest częścią gminy Bechen
- 1308, pierwsza wzmianka w księdze kościelnej Liber valoris zapisane jako gmina Curtine, w której znajduje się kościół
- 1363, Kürten jest gminą w księstwie Bergu i należy do urzędu Steinbach
- 1699, pierwsza wzmianka dotycząca pieczęci sądu okręgowego Landgeding w Kürten
- 1739, Kürten należy do urzędu Steinbach
- 1806, Księstwo Bergu przechodzi pod administrację francuską
- 1808, reforma administracyjna
- 1815, Kürten przechodzi do królestwa pruskiego
- 1975, powstaje powiat Rheinisch-Bergischer Kreis, w którym znajduje się Kürten

## Współpraca
Miejscowość partnerska:
- Rodengo-Saiano, Włochy